# Água do Trajano
Die Água do Trajano ist ein etwa 16 km langer linker Nebenfluss des Rio Paranapanema im Nordwesten des brasilianischen Bundesstaats Paraná.

## Geografie

### Lage
Das Einzugsgebiet der Água do Trajano befindet sich auf dem Terceiro Planalto Paranaense (Dritte oder Guarapuava-Hochebene von Paraná).

### Verlauf
Ihr Quellgebiet liegt im Munizip Terra Rica auf 401 m Meereshöhe am nördlichen Stadtrand des Hauptorts.
Der Fluss verläuft in nördlicher Richtung in etwa parallel zur PR-180. Er mündet auf 254 m Höhe von links in den Rio Paranapanema, der in diesem Bereich von der 25 km westlich liegenden Rosana-Talsperre aufgestaut ist. Er ist etwa 16 km lang.

### Munizipien im Einzugsgebiet
Die Água do Trajano verläuft vollständig innerhalb des Munizips Terra Rica.